# Trepidazione
Secondo una teoria astronomica medievale, ora obsoleta, la trepidazione è l'oscillazione che si presenta nel moto di precessione degli equinozi. La teoria era diffusa nel periodo tra il IX e il XVI secolo.
L'origine della teoria della trepidazione viene dal Piccolo commentario alle Tavole facili di Tolomeo, scritto da Teone di Alessandria nel IV secolo. Nella precessione, gli equinozi appaiono muoversi lentamente attraverso l'eclittica, completando una rivoluzione in un tempo di circa 25 800 anni (secondo gli astronomi moderni). Teone afferma che alcuni antichi astrologi (di cui non fa i nomi) credevano che la precessione, invece di essere un moto stabile ed eterno, invertisse la sua direzione ogni 640 anni. Gli equinozi, in questa teoria, si muovono lungo l'eclittica al ritmo di 1 grado ogni 80 anni in un intervallo di 8 gradi, compiuto il quale invertono improvvisamente la direzione e ritornano indietro dello stesso intervallo di 8 gradi. Teone si limita a descrivere la teoria ma senza approvarla.
Una versione più sofisticata di questa teoria fu adottata nel IX secolo per spiegare una variazione che erroneamente gli astronomi islamici credevano stesse alterando il moto di precessione. Questa versione della trepidazione è descritta nel De motu octavae sphaerae (Il Moto dell'Ottava Sfera), una traduzione latina di un originario testo arabo andato perduto. Il testo è attribuito all'astronomo arabo Thābit ibn Qurra ma lo stesso modello è attribuito anche a Ibn al-Adami e al nipote di Thābit, Ibrāhīm ibn Sinan. In questo modello di trepidazione, l'oscillazione è aggiunta agli equinozi mentre questi precedono. L'oscillazione si verificava in un periodo di 7000 anni, aggiunto all'ottava (o alla nona) sfera del sistema tolemaico. Il modello di trepidazione di Thābit è stato usato nelle Tavole alfonsine che stabilivano un periodo di 49.000 anni per la precessione. Questa versione della trepidazione ha dominato l'astronomia europea nel tardo Medioevo.
Gli astronomi islamici descrissero altri modelli di trepidazione. In Occidente, un'alternativa al De motu octavae sphaerae fece parte della teoria del moto terrestre pubblicato da Niccolò Copernico nel De revolutionibus orbium coelestium (1543). La versione di Copernico della trepidazione combinava l'oscillazione degli equinozi (ora considerata un falso moto) con un cambio nell'obliquità dell'eclittica (inclinazione assiale) riconosciuto oggi come un reale moto dell'asse terrestre.